# Captain Eddie
Captain Eddie is een Amerikaanse dramafilm uit 1945 onder regie van Lloyd Bacon.

## Verhaal
In 1942 storten Edward Rickenbacker en zijn mannen met een vliegtuig neer boven de Stille Zuidzee. In afwachting van zijn redding vertelt hij over zijn leven als autoverkoper, coureur en gevechtspiloot tijdens de Eerste Wereldoorlog.

## Rolverdeling
| Acteur           | Personage                      |
| ---------------- | ------------------------------ |
| Fred MacMurray   | Edward Rickenbacker            |
| Lynn Bari        | Adelaide Frost Rickenbacker    |
| Charles Bickford | William Rickenbacker           |
| Thomas Mitchell  | Ike Howard                     |
| Lloyd Nolan      | Jim Whittaker                  |
| James Gleason    | Tom Clark                      |
| Mary Philips     | Elsie Rickenbacker             |
| Darryl Hickman   | Edward Rickenbacker (als kind) |
| Spring Byington  | Mevrouw Frost                  |
| Richard Conte    | John Bartek                    |
| Charles Russell  | Jim Reynolds                   |
| Richard Crane    | Bill Cherry                    |
| Stanley Ridges   | Hans Adamson                   |
| Clem Bevans      | Jabez                          |
| Grady Sutton     | Lester Thomas                  |